# تفجير جالكعيو 2020
تفجير جالكعيو 2020 عملية انتحارية نفذتها حركة الشباب في مدينة جالكعيو بوسط الصومال، أسفر عن مقتل 21 شخصا بينهم أربعة من كبار القادة العسكريين. 

## خلفية
في 18 ديسمبر 2020 فجر انتحاري نفسه في مدخل ملعب عبد الله عيسى لكرة القدم في مدينة جالكعيو قبيل وصول رئيس الوزراء الصومالي محمد حسين روبلي للملعب، حيث كان من المفترض أن يوجه كلمة إلى تجمع شعبي، وتزامن التفجير مع إجراء رئيس الوزراء زيارة لولايتي بونتلاند وغلمدغ الفدراليتين، في إطار جهود حكومته لحل الخلافات بين ولايات فدرالية والحكومة المركزية حول الانتخابات، وأسفر التفجير عن مقتل 21 شخصا وإصابة ما لا يقل عن 20 وندد روبلي، بأشد العبارات، في تصريح صحفي مقتضب، بالتفجير الانتحاري، كما تقدم بالتعازي إلى القوات المسلحة وأسر ضحايا الهجوم الإرهابي، متمنيا الشفاء العاجل للمصابين. وأعلنت حركة الشباب مسؤوليتها عن الهجوم الانتحاري

## قادة عسكريون قتلوا في الحادث
- اللواء عبد العزيز عبد الله قوجي - قائد الفرقة 21 في القوات المسلحة الصومالية [11]
- العقيد مختار عبدي آدم القائد الإقليمي للواء دنب في ولاية غلمدغ [11]
- الرائد طمي عبد الرحمن مري علي نائب قائد كتيبة دنب في غلمدغ [11]
- محمود ياسين أحمد رئيس بلدية جالكعيو السابق التابع لولاية بونتلاند [11]